# کارشناسی مهندسی
کارشناسی مهندسی (به انگلیسی: Bachelor of Engineering) که به صورت BE یا BEng مخفف می‌شود یک مدرک دانشگاهی در مقطع کارشناسی است که پس از سه تا پنج سال تحصیل در رشته مهندسی در کالج یا دانشگاه به دانشجو اعطا می‌شود.
اکثر دانشگاه‌های آمریکا و اروپا مدرک کارشناسی مهندسی را با نام‌های مختلف اعطا می‌کنند.